# موتورولا موبیلیتی
شرکت موتورولا موبیلیتی (به انگلیسی: Motorola Mobility Holdings, Inc.) (NYSE: MMI) یک شرکت امریکایی تولیدکننده دستگاه‌های موبایل است که امروزه از زیرمجموعه های شرکت لنوو محسوب میشود.

## خریداری توسط گوگل

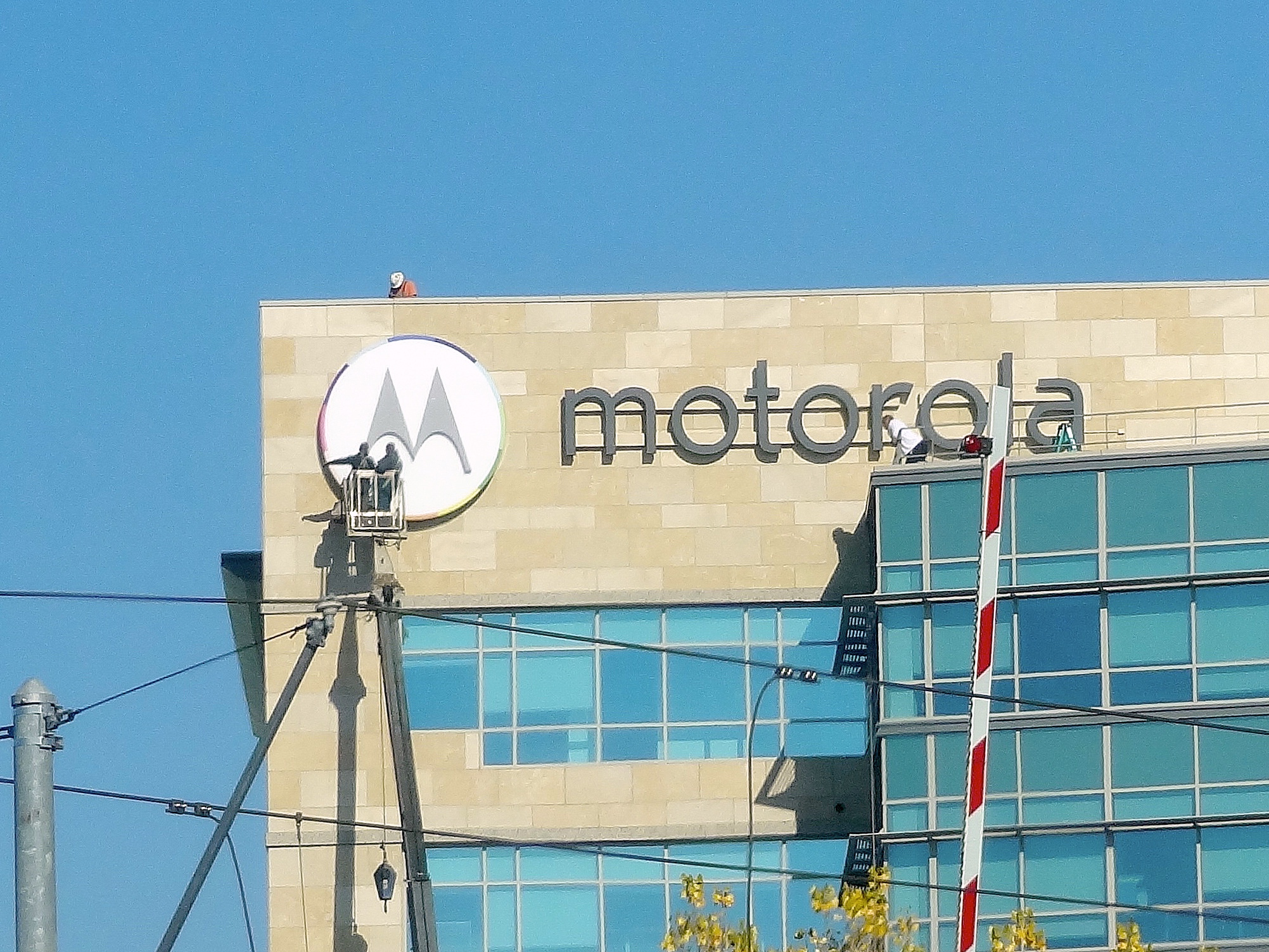
گوگل لوگوی جدید موتورولا تحرک در نزدیکی پردیس اصلی گوگل نصب. موتورولا تحرک ۷ هفته بعد به خیر فروخته شد.

در اوت ۲۰۱۱ گوگل اعلام کرد که بخش تلفن‌های همراه شرکت موتورولا را خواهد خرید و چند ساعت پس از اعلام، صاحب آن شد. این شرکت برای خرید سهام موتورولا مبلغ ۱۲٫۵ میلیارد دلار به صورت نقد پرداخت می‌کند و براین
اساس مالکیت موتورولا موبیلیتی به گوگل واگذار می‌شود و با این خرید صاحب ۱۹ هزار کارمند جدید خواهد شد. به دست آوردن شرکت موتورولا، که همکار اختصاصی برای اندروید محسوب می‌شود، گوگل را قادر خواهد ساخت تا اندروید را تقویت و رقابت بین سیستم‌های موبایل را افزایش دهد. موتورولا، دارای حق امتیاز اندروید باقی خواهد ماند و اندروید نیز متن باز باقی می‌ماند. گوگل، به شرکت موتورولا به عنوان یک کسب و کار مجزا نگاه کرده و آن را به صورت جداگانه خواهد گرداند. از سال ۲۰۰۷ که گوگل سیستم عامل مخصوص موبایل خود اندروید را عرضه داشته روز به روز بر محبوبیت آن افزوده شده و شرکت‌های معتبر و بزرگی تلفن‌های مبتنی بر سیستم عامل اندروید گوگل ارائه کردند. بیش از ۱۵۰ میلیون دستگاه اندرویدی در سرتاسر جهان وجود دارد و روزانه ۵۵۰ هزار دستگاه بر تعداد آنان اضافه می‌شود. شرکت موتورولا که قدمتی ۸۰ ساله در زمینه ارتباطات و تلفن همراه دارد یکی از مهم‌ترین تولیدکنندگان تلفن همراه در آمریکا است و در رقابت با شرکت‌های بزرگی چون نوکیا، اچ‌تی‌سی و سامسونگ کمی عقب مانده‌است.

## فروش موتورولا به لنوو
گوگل موتورولا را با قیمت ۲٫۹۱ میلیارد دلار به لنوو فروخت.

## نگارخانه

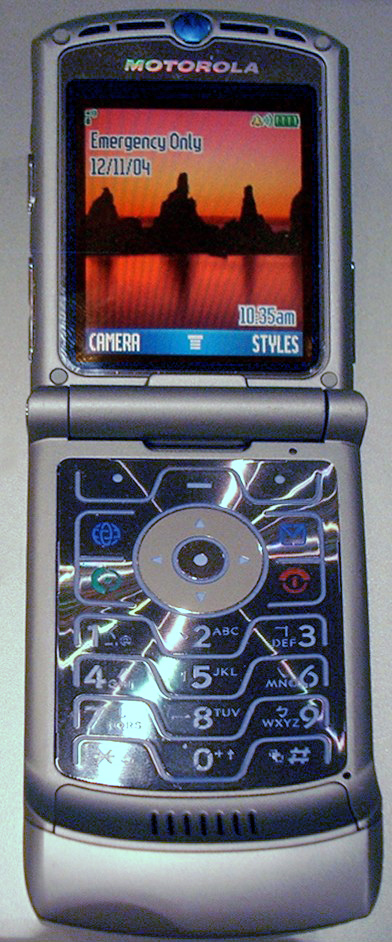
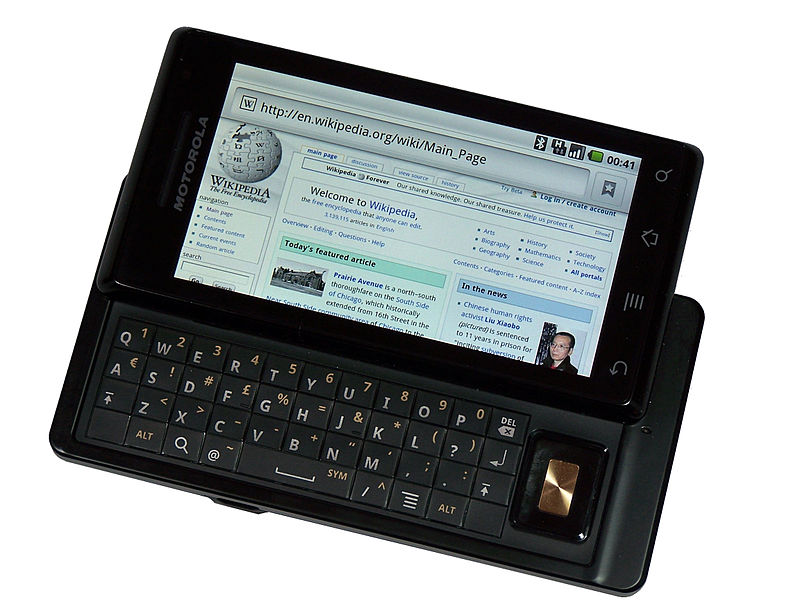